# Amrasca sesuvii
Amrasca sesuvii är en insektsart som först beskrevs av Rauno E. Linnavuori 1960.  Amrasca sesuvii ingår i släktet Amrasca och familjen dvärgstritar. Inga underarter finns listade i Catalogue of Life.